# Alofana
Alofana (também alófano, alofânio e alofanite) é um mineraloide do grupo dos filossilicatos constituído por hidrossilicato de alumínio, amorfo ou de cristalinidade muito reduzida. Com sílica, alumina e água em diferentes proporções e traços de Ti, Fe, Mg, Ca, Na e K, a grande variedade de substâncias integradas neste grupo torna as alofanas difíceis de caracterizar. A composição química mal definida levou um grande número de sinónimos e variedades. São mais vulgares nos solos formados a partir de materiais piroclásticos, como cinzas vulcânicas e lapilli. Apresentam grande capacidade para fixar quantidades elevadas de fósforo e de formar ligações muito estáveis com a matéria orgânica presente no solo.

## Descrição
As alofanas são argilas do grupo dos filossilicatos, com elevada capacidade de intumescimento, na sua maior parte amorfo, mas por vezes com alguma reduzida cristalinidade. Esta falta de características cristalinas, resultado de apresentar ordem atómica de curto alcance, o que faz destas substâncias um mineraloide, e não um mineral, o que é comprovado pelo seu distinto espectro na banda dos infravermelhos e por um padrão de difração de raios-X revelador da reduzida cristalinidade. Além da conhecida opala, é um dos poucos minerais (nesta caso, com mais propriedade, mineraloide) que não pertencem a nenhum sistema cristalino por ser maioritariamente amorfo.
Este mineraloide é constituído por silicato de alumínio hidratado, onde os grupos moleculares óxido de alumínio e dióxido de silício, bem como a água de cristalização, ocorrem em diferentes concentrações, com composição química que obedece à seguinte métrica: x Al2O3 · y SiO2 · z H2O, onde as variáveis x e y apresentam uma proporção de 1:1. Daí resulta uma estrutura cuja fórmula química ideal é Al2O3•(SiO2)1.3-2•(H2O)2.5-3, com traços de Ti, Fe, Mg, Ca, Na e K. É um produto da meteorização ou alteração hidrotermal de vidro vulcânico e feldspatos e às vezes tem uma composição semelhante à caulinite, mas geralmente tem uma razão molar de Al:Si = 2. Forma-se tipicamente sob pH levemente ácido a neutro (5–7). A sua estrutura tem sido debatida, mas é semelhante à dos minerais de argila, composta por camadas curvas octaédricas de alumina e camadas tetraédricas de sílica.
Micrografias obtidas por microscopia eletrónica de transmissão mostram que é composto geralmente por agregados de esférulas ocas com ~3–5 nm de diâmetro. As alofanas podem sofrer alteração para formar haloisite sob condições aquosas de ressilicação e para formar gibbsite sob condições de dessilicação. Foi reportada a existência de uma variedade contendo cobre, uma cupro-alofana. Ocorre geralmente em agregados minerais com outras argilas e minerais característicos dos ambientes geoquímicos onde se forma.

### Etimologia
Este mineraloide foi descrito pela primeira vez em 1816 por Friedrich Hausmann e Friedrich Stromeyer, a partir de um espécime recolhido em Gräfenthal, no distrito de Saalfeld-Rudolstadt, Turíngia (Alemanha). O nome deriva do grego clássico άλλος "allos", que significa "diferente", e φαίνεσθαι, "phaenesthai", que significa "parecer", ou seja o que se parece com outro, uma alusão a apresentar uma reação enganosa no teste da chama com o soprador usado nas antigas análises mineralógicas que o colocavam próximo dos [minerais de cobre. Tem múltiplos sinónimos, entre os quais elhuyarite, ilbaíte, riemanite e riemannite.

### Propriedades
A composição química é altamente variável. É o principal membro do chamado grupo das alofanas de filossilicatos. Variedades com cobre podem confundir os inexperientes com crisocola, enquanto outras variedades incolores podem confundi-la com hialite. Pode conter impurezas de outros elementos que lhe conferem tonalidades diversas, frequentemente: Ti, Fe, Mg, Ca, Na, K.
As alofanas solidificam de forma amorfa ou semicristalina com o números de coordenação do alumínio com valores de [6], [5] e [4].
O hábito cristalino é a formação de partículas com a morfologia de bolas de pequeno tamanho, em geral designadas por esférulas. Forma massas cerosas botrioidais a crostosas com cores que variam do branco ao verde, azul, amarelo e castanho. Tem uma dureza de Mohs de 3.
Devido à sua estrutura solta com muitas cavidades e alto teor de água, a alofana tem uma gravidade específica inferior a 1,0, pelo que a densidade aparente seca de solos contendo alofana é < 0,9 g/cm³. Além disso, possui uma superfície específica reativa muito alta (~800 m²/g), que é formada principalmente por "poros" nas esférulas ocas (na verdade defeitos microcristalinos que interrompem as esférulas ocas). Nestas estruturas, a dessecação e a perda de água de cristalização levam à destruição estrutural irreversível.
Com a utilização do "soprador" de boca, a alofana é infusível.
Cada um dos dois tipos principais de alofanas, as alofanas ricas em alumínio (Al:Si, 2:1) e as alofanas ricas em silício (Al:Si, 1:1), predominam dependendo da disponibilidade da espécie na solução do solo. As alofanas (como as imogolites) podem produzir nanopartículas naturais.

### Classificação
Embora desatualizado, mas ainda utilização comum, o sistema de classificação de minerais de Strunz (8.ª edição) classifica este mineraloide como pertencente à divisão dos filossilicatos da classe mineral dos silicatos e germanatos, onde se junta com a hisingerite, imogolite, neotokite e odinite para formar um grupo separado.
Válida desde 2001 e utilizado pela International Mineralogical Association (IMA), a 9.ª edição do sistema de classificação de minerais de Strunz também atribui a alofana à classe de silicatos e germanatos e dentro daquela classe à divisão dos filossilicatos. No entanto, esta divisão é ainda subdividida de acordo com a estrutura cristalina, de modo que o mineraloide é integrado, de acordo com sua estrutura, na subdivisão de silicatos lamelares (filossilicatos) com camadas de caulinite compostas por redes tetraédricas ou octaédricas, onde forma um grupo com bismutoferrite, chapmanite, crisocola, imogolite e neotokite: O grupo é designado "Grupo chapmanite" com a fórmula 9.ED.20.
A sistemática dos minerais de Dana, que é usada principalmente nos países de língua inglesa, também atribui a alofana à classe dos silicatos e germanatos e dentro daquela classe à divisão dos minerais filossilicatos. Naquela divisão integra o "grupo alofana" com o código de sistema no. 71.01.04, sendo os demais membros (hisingerite, imogolite, neotocite e zinalsite integrados na subdivisão 71.01 filossilicatos com camadas de anéis de seis membros com posições 1:1.

### Formação e depósitos

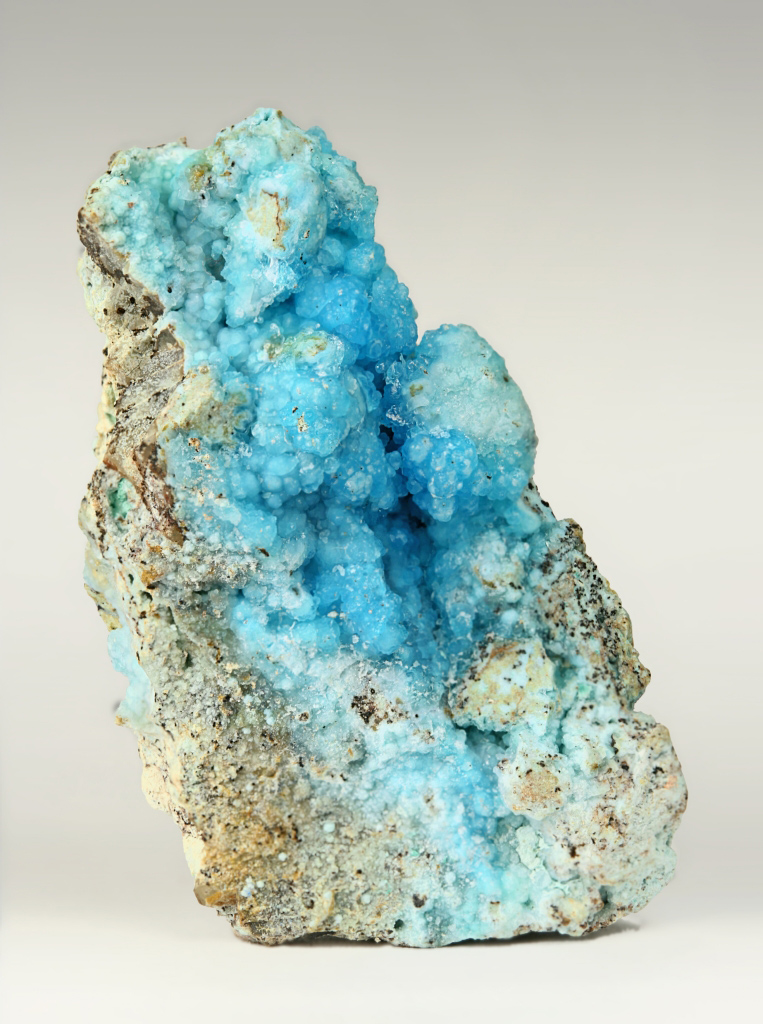
Alofana obtida na mina «Maid of Sunshine Mine», Turquoise, Cochise County, Arizona.

É um produto da meteorização de cinzas vulcânicas. Aparece em rochas ígneas que sofreram alteração hidrotermal, a partir da decomposição de feldspatos. Também em veios hidrotermais, tipicamente associados a depósitos de cobre. Também pode ser encontrado em rochas sedimentares, incluindo depósitos de carvão e greda, formado principalmente por alteração hidrotermal em fissuras de rochas sedimentares.
Durante a formação do solo, as alofanas são criadas em particular pela química da meteorização de vidros vulcânicos, dando então origem as chamadas «terras castanhas soltas». As alofanas também ocorrem em depósitos de carvão e minério. Entre os minerais acompanhantes incluem-se a crisocola, a cristobalite, a gibbsite, a imogolite, a limonite, o quartzo e a vermiculite.
Conhece-se a presença de alofanas em pelo menos de 370 localidades. Além da sua localidade tipo no Gräfenthal, a alofana foi encontrada em vários locais da Alemanha, entre os quais na Floresta Negra (em Baden-Württemberg), perto de Pechbrunn e Kropfmühl (na Baviera), Goldhausen e Kirschhausen (em Hesse), em vários lugares no Harz (da Baixa Saxónia até à Saxónia-Anhalt), perto de Untermaubach, Wülfrath e em vários locais em Sauerland e Siegerland (na Renânia do Norte-Vestfália), perto de Antweiler (na Renânia-Palatinado), perto de Chemnitz-Markersdorf e Mechelgrün e em vários locais em Erzgebirge (na Saxónia), e perto de Gera, Garnsdorf (Saalfeld/Saale), em Bergmannskopf perto de Gräfenroda, perto de Brotterode-Trusetal e Weckersdorf (na Turíngia).
Na Áustria, as alofanas ocorrem no Pauliberg em Burgenland; perto de Leoben, na Estíria; e perto de Freistadt, na Alta Áustria; e em vários locais nas regiões da Caríntia, Salzburg e Tirol .
Na Suíça, o mineral foi encontrado no lago Cavloc no Fornotal (vale do glaciar de Forno) no cantão de Graubünden e em Ayer (Val d'Anniviers), Saint-Luc VS e Siders (Granges) no cantão de Valais.
Outras localidades de ocorrências situam-se na Argentina, Austrália, Moldávia, Bélgica, Bolívia, China, Equador, França, Grécia, Irlanda, Israel, Itália, Japão, Cazaquistão, Quirguistão, Canadá, Colômbia, República Democrática do Congo, México, Nova Zelândia, Holanda, Noruega, Polónia, Roménia, Rússia, Zâmbia, Sérvia, Zimbabwe, Eslováquia, Espanha, África do Sul, Taiwan, República Checa, Turcomenistão, Ucrânia, Hungria, Reino Unido e Estados Unidos da América (EUA).
A alofana também foi encontrado em amostras de rochas da Dorsal do Pacífico Leste.

### Grupo das alofanas
A alfona está incluída no seguinte grupo de minerais e mineraloides:
- Alofana

Al2O3•(SiO2)−•(H2O)−
- Hisingerite

Fe2Si2O5(OH)4•2(H2O)
- Imogolite

Al2SiO3(OH)4
- Neotocite (ou neotokite)

(Mn,Fe)SiO3•(H2O)
- Zinalsite

Zn2AlSi2O5(OH)4•2(H2O)